# 日興産業
日興産業（にっこうさんぎょう、英語社名：NIKKO SANGYO CO., LTD.）は、自動車用・工業用潤滑油の総合メーカー。
自動車用潤滑油として国内石油元売、国内外潤滑油メーカー、カーショップ、ホームセンター等のオリジナルエンジンオイルブランドOEMを手掛ける。工業用潤滑油は、自社及びシェル ルブリカンツ ジャパンとの合弁会社であるエヌ・エス ルブリカンツを通じて国内外に販売している。

## 概要
- 本社：東京都千代田区丸の内3-4-1 新国際ビル
- 代表者：相山武靖
- 創業：1939年
- 設立：1946年

## 事業所
- 管理部･業務部：東京都千代田区丸の内3-4-1 新国際ビル
- 神奈川工場：神奈川県愛甲郡愛川町中津字桜台4057
- 大阪工場・業務部：大阪府大阪市西淀川区御幣島3-15-1
- 研究部：神奈川県愛甲郡愛川町中津字桜台4057

## 沿革
- 1939年 - 石油並びに油脂の混合加工品、化粧品一般、印刷用インク等の製造卸売小売を目的として創業。
- 1946年 - 株式会社組織化。
- 1967年 - 石油製品商社 日本ペトロサービス（現：Nikko Oil Products）を設立。
- 1999年 - 昭和シェル石油（現：シェル ルブリカンツ ジャパン）と合弁で金属加工油の販売会社エヌ・エス ルブリカンツを設立。
- 2001年 - 石油製品商社 Siam Advanced Merchandise Co., Ltd.（現：Nikko Oil Products Co., Ltd. Thailand）をタイ国に設立。
- 2008年 - 潤滑油専業メーカー 日東製油の全株式を取得、子会社化。
- 2011年 - 子会社である日東製油の製造事業を吸収分割。
- 2011年 - 石油製品商社 浩歩速(上海)商貿有限公司（ORBS(Shanghai) Trading Co., Ltd.）を中国に設立。
- 2012年 - ADEKAケミカルサプライより金属加工油製品の一部について製造販売業務を譲受。

## 関係会社
- Nikko Oil Products株式会社
- エヌ・エス ルブリカンツ株式会社
- Nikko Oil Products Co., Ltd. Thailand
- 浩歩速(上海)商貿有限公司
- オーブス株式会社

## 加盟団体
- 社団法人 潤滑油協会
- 全国石油工業協同組合
- 全国工作油剤工業組合
- 公益社団法人 砥粒加工学会
- 社団法人 日本トライボロジー学会